# Don't Judge Me
Singles de Chris Brown
Don't Wake Me Up
(2012) Algo Me Gusta de Ti
(2012)
Don't Judge Me est une chanson de l'artiste américain Chris Brown sortie le 14 août 2012. Cinquième single extrait de son cinquième album studio, Fortune (2012), la chanson a été écrite par Adam Messinger, Chris Brown et Nasri Atweh, puis produite par The Messengers. La chanson a été envoyée aux radios Urban américaines le 14 août 2012, comme le cinquième single de l'album. "Don't Judge Me" est du genre ballade, Brown s'excuse auprès de ses ex-petites amies pour ses indiscrétions ("for his past indiscretions") et pour leur dire qu'il a appris de ses erreurs, et s'en veut. ("move on with the future"). Les paroles sont surtout dirigés vers Karrueche Tran et la chanteuse barbadienne, Rihanna.
Don't Judge Me a reçu de la part des critiques musicales des compliments, ces critiques considèrent la chanson comme la chanson la plus marquantes de Fortune. Aux États-Unis, Don't Judge Me a été classé numéro 23 du classement Hot R&B/Hip-Hop Songs. Il a aussi été classé numéro 42 du UK Singles Chart et numéro 7 du UK R&B Chart. Le clip de la chanson a été dirigé par Colin Tilley et Brown. Dans ce clip, Brown se lance dans une "mission suicide" dans l'espace pour sauver le monde en détruisant un alien se dirigeant vers la Terre. La vidéo a reçu des critiques positives, particulièrement pour la présentation.

## Développement et production
Don't Judge Me a été écrit par Adam Messinger, Brown et Nasri Atweh, et la production par The Messengers. Le mixage audio a été effectué par Jaycen Joshua, avec l'assistance de Trehy Harris. La voix choriste est donné par l'acolyte de Brown, qui l'accompagne dans la plupart de ces morceaux de l'album, Sevyn. "Don't Judge Me" a fui sur internet le 26 juin 2012, soit 3 jours avant la sortie de l'album. La jaquette de la chanson a été officialisée en ligne le 28 juillet 2012, où on voit apparaître Brown, portant une chemise blanche et une cravate noir prenant la pose sur un arrière-plan bleu. "Don't Judge Me" a été envoyé aux radios urban des États-Unis le 14 aout 2012 comme le cinquième single de l'album. Un EP digital est sorti le 18 novembre 2012 en Grande-Bretagne comportant la version de l'album, ainsi que trois remix.
Don't Judge Me est une ballade de quatre minutes avec une instrumentation à base de batterie. Amy Sciarretto du site spécialiste en termes de musique pop, PopCrush, a noté que "Don't Judge Me" accompagné d'un ton lent et sensuel qu'elle retrouvée chez Michael Jackson. Textuellement, Brown demande à ses ex-petites copines de lui pardonner ses indiscrétions dont il était friand et exprime qu'il changera et évoluera dans le futur. Dans la chanson, Brown veut le faire penser qu'il n'y a plus rien entre lui et ses ex-petites amies, il chante, "You're hearing rumors about me / And you can't stomach the thought / Of someone touching my body / When you're so close to my heart / I won't deny what they saying / Because most of it is true / But it was all before I fell for you.". Il déclarera plus tard qu'il est un homme mature et qu'il est désormais crédible. ("that he is a changed man who can now be trusted") et il le montre dans les paroles, "Take me as I am / Not who I was / I'll promise I'll be / The one that you can trust.". Dans le refrain, Brown chante "So please don't judge me / and I won't judge you / because it could get ugly / before it gets beautiful. Mesfin Fekadu de l'Associated Press nota que Brown chante pour ses anciennes copines comme Karrueche Tran ou la chanteuse barbadienne, Rihanna. Holly Frith de Entertainment Wise nota lui, que Rihanna pouvait être à elle seule l'inspiration de ses paroles. Maura Johnston de Rolling Stone décrit "Don't Judge Me" comme une chanson d'amour. pendant qu'Andrew Hampp de Billboard magazine réfère la chanson comme "ballade". Hazel Robinson de California Literary Review note que "Don't Judge Me" est similaire à la chanson "Changed Man" de Brown en 2009.

## Réception

### Critiques
Don't Judge Me est passé devant beaucoup de critiques. Trent Fitzgerald de PopCrush et Mesfin Fekadu de l'Associated Press ont considéré cette piste comme la plus marquante de Fortune. Jamel Coles, de l'Université d'Alabama décrit « Don't Judge Me » comme une chanson émouvante et bien écrite, « quand tu écoutes des chansons comme celle-là, tu ne peux pas te dire qu'il n'a pas la capacité pour faire des bonnes musiques. » Jasmine Grant de Juicy magazine voit la chanson comme une « ballade sincère » et Maura Johnston de Rolling Stone écrit que cette chanson est une harangue contre ceux qui le détestent. Melissa Ruggieri de The Atlanta Journal-Constitution décrit « Don't Judge Me » comme une « ballade cadencée » et note que Brown est « à moitié sérieux » dans sa chanson. Un reporter de 4Music appelle cette chanson « l'émotionnel indéniable » et écrit, « nous serions étonnés si ces déchirantes paroles ne servaient pas de plaide envers Rihanna ». Sharon O'Connell de Time Out magazine commente à propos du titre de la chanson : « c'est un peu tard ». Evan Rytlewski de The A.V. Club étiquette « Don't Judge Me » comme « putride », pendant que leChicago Sun-Times' par Thomas Conner appelle ça une « ballade douce et relaxante ». Dans son reportage sur Fortune, Nick Levine de In his review of Fortune, Nick Levine de BBC Music écrit que la chanson a été une des raisons pour lesquelles l'album est « extrêmement inutile ». Scott Kara de The New Zealand Herald décrit « Don't Judge Me » comme « faible et grinçant » et établie que les paroles sont "les mots de quelqu'un qui est soupçonner de mauvaises choses faites dans le passé."

### Performance dans les charts
Aux États-Unis, "Don't Judge Me" débute à la 85e place dans le Billboard Hot R&B/Hip-Hop Songs le 1er septembre 2012, puis prit la 23e position le 24 novembre 2012. Dans le Billboard R&B Songs chart, la chanson débute au numéro 13 le 20 octobre 2012. La semaine suivante passe à la 12e place, puis à la 10e position le 17 novembre 2012; "Don't Judge Me" est monté jusqu'à la première place du Bubbling Under Hot 100 Singles le 3 novembre 2012. La chanson a fait ses débuts au Billboard Hot 100 à la 95e place le 17 novembre 2012. Le 13 octobre, "Don't Judge Me" débute respectivement à la 84e et 17e place du UK Singles Chart and UK R&B Chart. La semaine suivante, il passe à la 42e et 8e place. Elle atteindra son Graal à la 7e place du UK R&B Chart le 27 octobre 2012.

## Clip vidéo
Le clip de la musique a été dirigé par Colin Tilley et Brown, il a été filmé en août 2012. Le 29 août, Brown publie une image du tournage, se montrant assis sur le sol d'une pièce abandonnée dans une veste déboutonnée. Le 11 septembre, Brown une autre photo, tweetant : "'Don't Judge Me' video coming soon!". Le clip commence avec Brown marchant dans le désert entrecouper de scènes montrant Brown assis devant un canapé (avec sa petite amie jouée par Runa Lucienne, dormant derrière lui). Au premier refrain, Brown grimpe sur un camion d'armée. Il arrive ensuite à une base militaire pour préparer une "mission suicide", qui l'enverra dans un vaisseau spatial pour sauver le monde d'un alien envahissant la Terre. Une reportrice (La petite amie de Brown) court après lui avec une question, "People are saying this is a suicide mission, why are you doing this?" Brown répond, "I'm doing a service for my country and my planet. If that means saving the people I love and I care about, then that's what I'll do". Au moment où le vaisseau décolle, des larmes lui coulent des yeux, puis le vaisseau spatial percute l'alien, le tuant. Brown et sa petite-amie sont montrés, s'enlaçant sur le canapé.
JusMusic de Singersroom magazine éloge la vidéo, écrivant "C'est absolument du plus bel art !" Rap-Up décrit la vidéo comme "cinématique" et "émotionnelle", Colin Greten de MTV's Rapfix est d'accord, il écrit que "c'était d'un look futuriste" et que les fans pleureraient de l'"ultime sacrifice" de Brown pour sauver le monde. Un reporteur de The Huffington Post compare le personnage de Brown dans le clip à l'acteur Bruce Willis dans le film de 1998 Armageddon, et écrit que "c'est un clip mémorable, qui amène certainement les fans de Brown - et une énorme armée de critiques - dans une passion pour le clip." Sam Lansky d'Idolator a écrit que "Brown est plus que jamais appréciable dans le clip." Il continue: "C'est impressionnant de voir que Breezy […] continue à trouver des opportunités pour se décrire comme un héros", il tient à dire que le titre de cette chanson est un peu paradoxal. Heat magazine établie que le clip est "un mini film catastrophe, menait avec un sur-jeu et des plans ralentis spectaculaires."

## Liste des pistes
| - Téléchargement digital 1. Please Don't Judge Me – 3:15 - EP digital – Remix 1. Don't Judge Me (Dave Audé Radio Mix) – 3:28 2. Don't Judge Me (Dave Audé Extended Mix) – 5:07 3. Don't Judge Me – 4:00 4. Don't Judge Me (Fuego Extended Club Mix) – 4:22 5. Don't Judge Me (Music video) – 4:51 | - EP digital 1. Don't Judge Me (Dave Audé LP Remix) – 3:59 2. Don't Judge Me – 4:00 3. Don't Judge Me (Fuego Radio Mix) – 3:29 4. Don't Judge Me (Ark Angel Moombah Mix) – 3:20 - EP digital aux États-Unis – Remix 1. Don't Judge Me (Dave Audé Radio Mix) – 3:28 2. Don't Judge Me (Dave Audé Extended Mix) – 5:07 3. Don't Judge Me (Fuego Extended Club Mix) – 4:22 4. Don't Judge Me (Isa the Machine Remix) – 3:38 5. Don't Judge Me (Isa the Machine Remix) [No Drum] – 3:38 6. Please Don't Judge Me – 3:15 |

## Crédits et personnel
- Nasri Atweh – auteur-compositeur
- Chris Brown – Chanteur
- Iain Findley – enregistreur assistant
- Trehy Harris – mixeur assistant
- Jaycen Joshua – mixeur
- The Messengers – producteur
- Adam Messinger – auteur-compositeur
- Brian Springer – enregistreur
- Amber « Sevyn » Streeter – choriste

Crédits extraits du livret de l'album Fortune.

## Classement par pays
| Classement (2012)                  | Meilleure position |
| ---------------------------------- | ------------------ |
| Allemagne (Media Control AG)       | 38                 |
| Australie (ARIA)                   | 42                 |
| Autriche (Ö3 Austria Top 40)       | 66                 |
| Belgique (Flandre Ultratip 100)    | 2                  |
| Belgique (Wallonie Ultratip 50)    | 25                 |
| États-Unis (Hot 100)               | 67                 |
| États-Unis (Hot R&B/Hip-Hop Songs) | 8                  |
| France (SNEP)                      | 22                 |
| Hongrie (Single Top 40)            | 10                 |
| Royaume-Uni (UK R&B Chart)         | 7                  |
| Royaume-Uni (UK Singles Chart)     | 42                 |

## Historique de sortie
| Pays             | Date             | Format                 | Label       |
| ---------------- | ---------------- | ---------------------- | ----------- |
| États-Unis       | 14 août 2012     | Radiodiffusion         | RCA Records |
| Australie        | 2 novembre 2012  | EP digital             | RCA Records |
| Canada           | 2 novembre 2012  | EP digital             | RCA Records |
| France           | 2 novembre 2012  | EP digital             | RCA Records |
| Nouvelle-Zélande | 2 novembre 2012  | EP digital             | RCA Records |
| Royaume-Uni      | 18 novembre 2012 | EP digital             | RCA Records |
| Belgique         | 23 novembre 2012 | Téléchargement digital | RCA Records |
| Danemark         | 23 novembre 2012 | Téléchargement digital | RCA Records |
| Irlande          | 23 novembre 2012 | Téléchargement digital | RCA Records |
| Pays-Bas         | 23 novembre 2012 | Téléchargement digital | RCA Records |
| Suède            | 23 novembre 2012 | Téléchargement digital | RCA Records |
| Autriche         | 23 novembre 2012 | EP Remix Digital       | RCA Records |
| Allemagne        | 23 novembre 2012 | EP Remix Digital       | RCA Records |
| Suisse           | 23 novembre 2012 | EP Remix Digital       | RCA Records |
| États-Unis       | 27 novembre 2012 | EP Remix Digital       | RCA Records |